# Sosippus californicus
Sosippus californicus là một loài nhện trong họ Lycosidae